# Michel Lasnier
Pour les articles homonymes, voir Lasnier.
Michel Lasnier est un homme politique anti-indépendantiste de Nouvelle-Calédonie, né à Gan (Pyrénées-Atlantiques) le 23 octobre 1952. 

## Formation et carrière professionnelle
Michel Lasnier a passé sa scolarité secondaire à La Réunion. Il vient s'installer en Nouvelle-Calédonie en 1990 et fonde avec son épouse une société d'importation de vêtements avec deux magasins à Nouméa.
De juin 2003 à mai 2009, il est président du syndicat des commerçants de Nouvelle-Calédonie. À ce poste, il crée la carte de fidélité Tropical commune à toutes les enseignes du syndicat en mars 2005, organise les premières périodes de soldes règlementées à partir de celles d'août-septembre 2005 et critique le développement du commerce électronique comme une « concurrence déloyale ». Il se dit de plus favorable « à titre personnel » en 2008 à la construction d'un Hyper U dans le quartier de Ducos à Nouméa, ce qui divise fortement le syndicat (de nombreux détaillants du centre-ville s'y montrant opposés), et appelle à une réforme de la fiscalité (demandant la modulation du droit fixe de la patente selon le type de commerce ou un nouvel indice de calcul des loyers commerciaux).

## Élu de Calédonie ensemble
Michel Lasnier s'engage politiquement à plusieurs reprises avant 2009, surtout en présidant un comité de soutien des socio-professionnels de Nouvelle-Calédonie pour la candidature de Nicolas Sarkozy à l'élection présidentielle de 2007. 
Il est candidat aux élections provinciales du 10 mai 2009, en septième position sur la liste Calédonie ensemble de Philippe Gomès dans le Sud. Celle-ci obtient alors le deuxième meilleur score de la province, derrière celle du Rassemblement-UMP du député Pierre Frogier, avec 14 293 voix (23,6 % des suffrages exprimés) et 11 sièges à l'Assemblée provinciale, dont 9 également au Congrès de la Nouvelle-Calédonie. Michel Lasnier est donc élu au sein de ces deux institutions. Membre de la direction collégiale de Calédonie ensemble, il en est l'un des trois secrétaires généraux adjoints, aux côtés de Sonia Lagarde et Hélène Iekawé, secondant Philippe Michel. 
Au Congrès, il est membre depuis le 8 juin 2009 de la commission des Finances et du Budget, qu'il préside jusqu'au 19 août 2011, de celle de la Législation et de la Règlementation économiques et fiscales et de celle des Infrastructures publiques et de l'Énergie, ainsi que président du 29 août 2012 à mai 2013 de celle de l'organisation des Transports et de la Communication. Cette dernière fusionne avec celle des Infrastructures publiques et de l'Énergie en mai 2013 pour donner naissance à la nouvelle commission des Infrastructures publiques, de l’Aménagement du territoire, du Développement durable, de l’Énergie, des Transports et de la Communication. Michel Lasnier en reste membre, mais ne fait pas partie de son bureau.
Il est le vice-président du groupe Calédonie ensemble au Congrès depuis le 27 août 2012. À l'Assemblée de la Province Sud, il est rapporteur des commissions du Développement économique et des Équipements publics, de l'Énergie et des Transports, et membre de celle du Budget, des Finances et du Patrimoine. Il a été depuis 2009 le rapporteur au Congrès de plusieurs projets de lois du pays, tout particulièrement dans le domaine des relations du travail, travaillant alors avec le membre du gouvernement local chargé de ces questions, Philippe Germain (lui aussi membre de Calédonie ensemble et issu d'une organisation socio-professionnelle, puisqu'ancien président de la Fédération des industries de Nouvelle-Calédonie, FINC) : celle relative à la santé et la sécurité au travail et modifiant le code du travail de Nouvelle-Calédonie votée le 16 septembre 2009, celle relative aux modalités de fixation du salaire minimum garanti (SMG, le SMIC local, prévoyant de l'augmenter à 150 000 francs CFP d'ici au 1er juillet 2012) et du salaire minimum agricole garanti (SMAG) et une portant diverses dispositions d'ordre fiscal, toutes deux adoptées le 30 décembre 2009 et enfin de celle relative au Conseil du dialogue social (CDS, créé par ce texte) votée le 15 décembre 2010. Il a préparé avec Philippe Germain le texte de la loi du pays relative aux relations de travail et à l'interdiction du harcèlement moral et sexuel au travail adoptée le 28 septembre 2011.